# Luiz Carlos (football, 1980)
Pour les articles homonymes, voir Luiz Carlos.
Luiz Carlos Guedes Stukas, plus communément appelé Luiz Carlos, né le 10 mars 1980 à Porto Alegre (Brésil), est un footballeur brésilien, qui évolue au poste de défenseur.

## Biographie
Luiz Carlos a joué 58 matchs en 1re division portugaise et 2 matchs en Coupe de l'UEFA avec le club du Paços Ferreira.